# Bret Michaels
Bret Michael Sychak, ook bekend als Bret Michaels (Butler, Pennsylvania, 15 maart 1963) is medeoprichter en zanger van de Amerikaanse glamrockband Poison en ster in de realityshow Rock of Love with Bret Michaels op VH1.

## Jeugdjaren
Michaels lijdt sinds zijn zesde aan diabetes type 1 (waardoor sommigen, die foto's van hem zagen terwijl hij backstage insuline aan het inspuiten was, dachten dat hij heroïneverslaafd was). Al vroeg verhuisden zijn ouders naar Mechanicsburg in Pennsylvania, in de buurt van Harrisburg. Zijn studies volgde hij aan de Mechanicsburg Area Senior High School. Zijn voorliefde voor muziek kwam hier al tot uiting, toen hij in 1982 de band Spectres vormde. In 1984 richtte hij de band Paris op, die later hernoemd zou worden tot Poison.

## Muziekcarrière

### Soloprojecten
Bret Michaels gaf zijn eerste album, de soundtrack van zijn film A Letter From Death Row, uit in 1998. In 2000 en 2001 kwamen een countrydemo en een interview-/muziekalbum van zijn hand op de markt.
Michaels' tweede soloalbum, Songs of Life, werd uitgegeven in mei 2003 en bevatte karakterschetsen door C.C. DeVille en Rikki Rockett van Poison. De eerste single, "Raine", was genoemd naar Michaels' dochter, Raine Elizabeth Sychak. Op het album stond ook "One More Day", een ballad ter herinnering aan de terroristische aanslagen op 11 september 2001.
In 2005 werd Michaels' derde soloalbum, Freedom of Sound, uitgegeven door zijn eigen opnamebedrijf BMB Records.
Michaels heeft daarenboven ook nummers geschreven voor verscheidene artiesten, onder meer Stevie Nicks, voor wie Michaels het lied "Love's a Hard Game to Play" van het album Timespace - The Best of Stevie Nicks schreef.

#### Albums
1998 - A Letter From Death Row (soundtrackalbum)

2000 - Country demo's

2001 - Ballads, Blues & Stories (interview-/muziekalbum)

2003 - Songs of Life

2005 - Freedom of Sound

### Poison
Voor het hoofdartikel, zie Poison.

## Andere ondernemingen
Michaels en acteur Charlie Sheen zetten een filmproductiebedrijf op poten, Sheen/Michaels Entertainment, dat in 1998 de films A Letter From Death Row en No Code of Conduct uitbracht. Ook de film Free Money, met Marlon Brando en Mira Sorvino in de hoofdrollen, werd door hen geproduceerd.
Michaels verscheen ook in een aflevering van de sitcom Yes, Dear en in de film American Pie Presents: The Book of Love. Hij was ook jurylid in de zangwedstrijd Nashville Star in het seizoen 2005. Voorts is er ook nog een autobiografische film op komst, die de titel Between a Rose and a Thorn zal dragen.
De zender VH1 kondigde op 14 februari 2007 aan dat Michaels de rol van vrijgezel zou vervullen in het dating-programma Rock of Love With Bret Michaels.
Op 16 augustus van datzelfde jaar werd het bericht de wereld ingestuurd dat hij ook zou verschijnen als zanger in het videospel Guitar Hero III: Legends of Rock.

## Privé-leven
Michaels had een kortstondige relatie met Pamela Anderson, waarbij een video op het internet verscheen waarin ze de liefde bedreven. Op 7 september 2005 zou dit materiaal op dvd uitgegeven worden door Metro Studios. Later trachtte Michaels de verdere distributie van het materiaal tegen te houden.
Hij stapte in een relatie met Kristi Lynn Gibson en kreeg twee dochters: Raine Elizabeth Sychak (20 mei 2000) en Jorja Bleu Sychak (5 mei 2005). Sinds 2007 leven Michaels en Gibson gescheiden en hebben ze de gedeelde voogdij over hun kinderen.
Michaels is ook een Pittsburgh Steelers-fan. Hij bezit een aangepaste gitaar met het logo van de ploeg, en speelde het nationale volkslied in het Three Rivers Stadium.